# Kankara
Kankara es una localidad del estado de Katsina, en Nigeria, con una población estimada en marzo de 2016 de 328 400 habitantes.
Se encuentra ubicada al norte del país, a poca distancia al sur de la frontera con Níger y al oeste de la ciudad de Kano.

## Otros datos
En diciembre de 2020 la localidad fue conocida internacionalmente por la desaparición de 333 niños tras el asalto durante la noche del viernes 11 al sábado 12  de la Escuela de Secundaria de Ciencias del Gobierno por Boko Haram.